# Florettband
Florettband (von französisch fleuret, auch Frisolettband) ist eine starke Bandware von geringerer Qualität aus Schappe (auch Florettseide) mit Baumwoll- und Leinenzwirn, und hat in den gewöhnlichen Sorten kaum Andeutung von Seidenglanz. Halb schwarzes, halb weißes Florettband dient zum Einfassen von Schuhwerk.
Florettband wurde erstmals in einem Geschäftsbuch eines Schneiders in Obermoschel um 1670 erwähnt.